# Dooshandgranaat

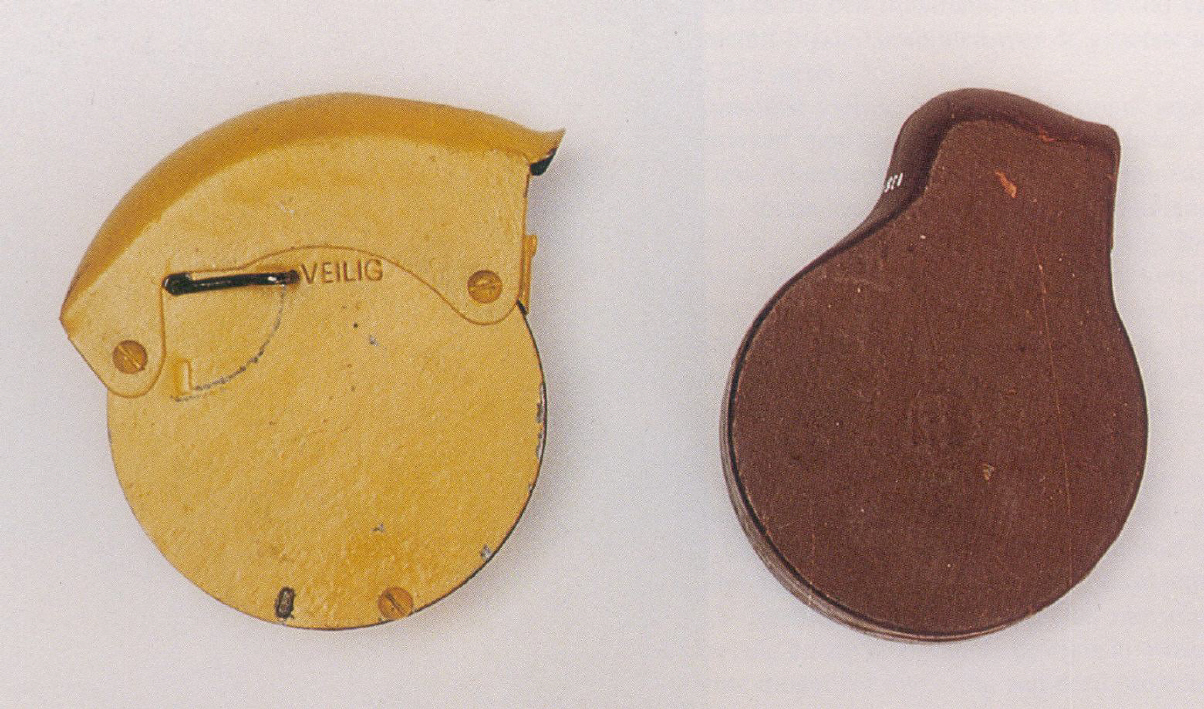
Links scherpe (geel) en rechts oefenvariant (rood) van de dooshandgranaat

De dooshandgranaat was een type verdedigingsgranaat van Nederlandse makelij uit de periode 1915-1936. De granaat werd geproduceerd door Artillerie Inrichtingen uit Zaandam.

## Beschrijving
Deze tijdhandgranaat was gemaakt van gietijzer met aan één kant een geperste stalen plaat, bevestigd met schroeven. Het woog 65 gram, inclusief de 28 gram trotyl.
De dooshandgranaat kon in werking worden gezet door een vinger in de dop te steken, wordt de spits vastgezet, zodat de veiligheid kan worden geschakeld. Na het loslaten van de granaat zou de gespannen spits het slaghoedje raken, wat via een vertragingsmechanisme tot ontploffing leidde. Het kon voorkomen dat de granaat faalde, wanneer de vinger de spits niet snel genoeg losliet, of wanneer de spits het slaghoedje niet hard genoeg raakte.

## Historiek
De dooshandgranaat is de voorloper van de No.1 series. De dooshandgranaat werd vervangen omdat hij niet waterdicht was, daardoor kon de handgranaat roesten en werd het onveilig. De meeste dooshandgranaten liggen nu op de zeebodem of zijn vernietigd.